# 石坂周造
石坂 周造（いしざか しゅうぞう、天保3年1月1日〈1832年2月2日〉 - 明治36年〈1903年〉5月22日）は、幕末の志士。尊皇攘夷論者。明治期には石油産業の祖として知られる。幼名は源造、号は宗順（そうじゅん）。江戸では彦根藩脱藩浪士を自称していた。

## 概要
信濃国水内郡桑名川村（現・長野県飯山市）に渡辺彦右衛門の次男として生まれとしている資料が多い。ただし、碑文には「両国生まれ」と記載されており。また、生前に出版された自伝「石坂翁小伝」には他のほとんどの資料と矛盾する以下の記述がある。
上記、石坂翁小伝の記述が正しければ複雑な出生と養子縁組を繰り返している事となる。一般的な資料には6歳で飯山の英岩寺に入門し、11歳で高源院に移り、その後江戸に出て石坂宗哲の養子となったとある。石坂翁小伝の記述が正しければ、出戻り養子であり、また実子である可能性もあるが小伝に実父への戻り養子であったかどうかの明確な記述は無い。養子として戻った後は、石坂塾で学んだとあり、また、その間の事は「其間は何も申し上げる程の事はありません」と自ら述べている。22歳にして尊皇攘夷に目覚めた。石坂塾で同志を集め、禁令を犯して征夷大将軍の君側の奸を除く「密談」を行い、斬奸書を配っていたところ発覚し、乳母の手引で僧侶に化けて命からがら逃走した。この江戸からの逃走中に、岡っ引き40〜50に囲われ刀を振るって飛び出した所、遠巻きに囲うだけで戦闘にならずに逃げ出せたり、一度は諦めて切腹するも不思議に生き残っている逸話を語っている。
その後、清河八郎と共に尊皇攘夷運動に荷担し、「虎尾の会」に参加する。幕府を欺いて浪士組を結成。浪士組（後、新選組と新徴組に分離）頭取の一人に就任して文久3年（1863年）3月、京都に入った。京都に入ってからも清河八郎らと尊皇活動を続けて、水戸藩出身の芹沢鴨や佐幕派の近藤勇らに反感を買う。石坂自身も上洛道中より近藤達に良い感情を抱いていなかったらしい。
やがて京都から江戸へ帰還するよう命令が下ると、大半の浪士達を率いて江戸へ戻るが、幕府を欺いた罪により同年4月13日、幕臣・佐々木只三郎らに清河八郎は斬殺され（この時石坂は八郎の首と攘夷党への連盟状を奪い返している）、石坂もまた翌14日に下総国佐原で幕吏に包囲されて5年間投獄された。預かり先を転々としながら幕府瓦解を獄中で過ごし、慶応4年（1868年）3月15日に山岡鉄舟預かりの身となる。妻の桂子は高橋泥舟の妹であり、桂子の姉・英子は鉄舟の妻である。
その後赦免されて後、長野村郊外の浅川に石油が噴出しているのを知り、半ば強引に石油の鉱区を買収。明治4年（1871年）東京湯島に長野石炭油会社を設立すると、刈萱山西光寺境内にわが国最初の石油精製所を置いた。アメリカから輸入した綱掘り式掘削機械で相良油田からも石油を採集。多額の投資をしたが、石油井の開発は進まず、周造が手を引いて明治14年（1881年）に会社は倒産した。
明治36年（1903年）、死去。享年72。鉄舟が建てた全生庵（東京都台東区谷中）に眠る。